# Грэм, Наоми
Наоми Мелисса Грэм (англ. Naomi Melissa Graham; род. 15 мая 1989, Фейетвилл, Северная Каролина) — американская боксёрша. Призёр чемпионата мира 2018 года. Член сборной США по боксу.

## Карьера
На международных соревнованиях по боксу выступает с 2014 года.
Двукратная победительница национального чемпионата США в весовой категории до 75 кг (2015 и 2017 годы).
На 10-м чемпионате мира по боксу среди женщин в Индии, в поединке 1/2 финала, 23 ноября 2018 года, американская спортсменка встретилась с китайской спортсменкой Ли Цянь, уступила ей 0:5 и завершила выступление на мировом первенстве, завоевав бронзовую медаль.